# 今村基秀
今村基秀（いまむら もとひで）:二代目今村五郎兵衛。 今村宗嘉の子で、二代目今村五郎兵衛を名乗りました。父と共に高橋紹運の家臣として活躍しました。
今村基秀（いまむら もとひで）
出自 : 筑後国（現在の福岡県南部）の今村氏の出身です。今村宗嘉（いまむら むねよし）の子です。彼は、大友氏の家臣である高橋紹運の家臣として知られています。
今村基秀（いまむら もとひで）の生涯と功績
- 高橋紹運の家臣 : 今村基秀（いまむら もとひで）は、高橋紹運の六宿老の一人、今村宗嘉（いまむら むねよし）の子として生まれました。今村宗嘉は岩屋城の戦いで討ち死にしますが、今村基秀は生き残り、高橋紹運の跡を継いだ高橋統増（後の立花直次）に仕えました。
- 岩屋城の戦い : 高橋紹運が島津軍の大軍と戦った岩屋城の戦いでは、今村基秀も参戦しました。記録によると、彼はこの戦いで敵将を討ち取るなど、武功を立てました。
- 立花宗茂への仕官 : その後、今村基秀は、高橋紹運の戦死後 跡を継いだ高橋統増（後の立花直次）と行動を共にし仕えました。高橋統増（立花直次）が三池藩（三池郡の領主）になった際にその家臣となり、さらに立花宗茂が柳川藩を治めるようになると、その子である今村重長（いまむら しげなが）と共に立花家に仕えました。

このように、今村基秀は、父の今村宗嘉と共に大友氏の武将である高橋紹運に仕え、その後は立花宗茂の家臣として、柳川藩の成立に深く関わりました。彼の生涯は、戦乱の世を生き抜き、新しい時代を築いた武士の姿を象徴しています。
今村基秀の生涯は、戦国の世を生き抜いた武士の姿を象徴しています。彼は高橋紹運の忠臣としてその武功を立て、その後、立花宗茂が柳川藩を治める上で重要な役割を果たしました。彼の子孫は、柳川藩士として代々立花家に仕え続け、その家系を現代に伝えています。